# Borum Eshøj
Borum Eshøj är en gravhög nära Århus, vilken lämnat fynd från tre ekkistegravar med välbevarade dräkter från äldre bronsåldern, två mansdräker och en kvinnodräkt. Två av ekkistorna var karvade av träd från cirka 1350 f.Kr enligt årsringarna. Mansdräkterna består av ett ländkläde samt en vid ärmlös tröja samt en huvudbonad i form av en halvklotsformig huva, kvinnodräkten av en fotsid kjol, tröja med halvkorta ärmar, tygbälte samt ett konstrikt flätat hårnät.
I högen fanns en äldre man och kvinna och en yngre man som kan vara deras son. Den äldre mannen var vid sin död mellan 50 och 60 år gammal och kroppen var välbevarad inklusive muskler och hår, som var blont. Kvinnan var också mellan 50 och 60 år gammal och cirka 1,57 cm lång. Skicket av hennes skelett och resterna av musklerna visar att hon hade utfört hårt kroppsarbete. Den yngre mannen var i 20-årsåldern när han dog och han begravdes med en dolk gjord av brons, en svärdsskida av trä, en kam gjord av ben, en låda av bark, en nål gjord av ben och en knapp gjord av trä.
Högen var från början cirka nio meter hög och 40 meter i diameter. Den utgrävdes första gången år 1875 av markägaren som ville använda jorden till att förbättra sina åkrar.